# Bertran Samasó
Bertran Samasó va ser President de la Generalitat de Catalunya, nomenat el 15 de setembre de 1449.
La seva carrera eclesiàstica s'inicià al monestir de Santa Maria de Ripoll. Estudià dret canònic a la Universitat de Lleida, on més tard tindrà una càtedra. Torna a Ripoll on és nomenat abat el 16 de gener de 1440 i ratificat pel papa Eugeni IV.
Des de la Diputació, es mostra un fort opositor a la política reial favorable als remences d'Alfons el Magnànim. Després del seu pas per la Generalitat continuarà vinculat al poder, dominant el braç eclesiàstic des de posicions molt reaccionàries en la qüestió remença.
Durant el seu mandat al front de la Generalitat, es regulen aspectes salarials dels treballadors de la institució, així com la limitació de fer encàrrecs a tercers acordant un salari diferent de l'estipulat per les Corts. També es dona preferència a la realització de treballs per part de "qui està a sou del General" abans d'encarregar-li a un tercer; i es limita la mobilitat dels diputats i oïdors per tal de no pagar unes dietes excessives.
El seu successor, Bernat Guillem Samasó, era probablement el seu oncle, qui ja havia estat identificat pel càrrec per Pero Ximénez, l'anterior president i arquebisbe de Tarragona. Aquestes successions pseudo-dinàstiques acabaran per recomanar un canvi en el model d'elecció de diputats que es produirà en 1455.
Va morir a Càpua (Campània) mentre era de viatge el 17 de juliol de 1458.